# 60183 Falcone
60183 Falcone è un asteroide della fascia principale, membro della famiglia Coronide. Scoperto nel 1999, presenta un'orbita caratterizzata da un semiasse maggiore pari a 2,8977593 UA e da un'eccentricità di 0,0774624, inclinata di 3,16766° rispetto all'eclittica.
L'asteroide è dedicato al giudice italiano Giovanni Falcone, assassinato dalla mafia nel 1992.